# Piazza della Costituzione (Kiev)
La piazza della Costituzione (in ucraino Площа Конституції?, Plošča Konstytuciï) è una piazza pedonale situata nel quartiere di Pečers'k, nel centro della città di Kiev, in Ucraina. La piazza si trova di fronte al palazzo Mariinskij, il palazzo presidenziale dell'Ucraina, edificato in stile barocco, e all'edificio del Consiglio supremo, il parlamento ucraino.

## Storia
La piazza sorse nel 1750, quando venne costruito il palazzo Mariinskij. Dal 1854 si iniziarono a costruire vari edifici amministrativi lungo la piazza e cominciarono a svolgersi delle sfilate militari e delle attività di addestramento militare. Nel 1847 venne inaugurato il Parco Mariinskij, che sorge lungo il lato meridionale. Nel 1869 la piazza prese il nome di Dvorcovaja ploščad' (in russo Дворцовая площадь?, "Piazza del Palazzo").
Negli anni '30 la piazza cambiò nome in ploščad' CVK URSR (in russo площадь ЦВК УРСР?, "Piazza del Comitato Esecutivo Centrale della RSS Ucraina"). Negli anni '40 fu ribattezzata in Oktjabr'skaja ploščad' (in russo Октябрьская площадь?, "Piazza d'Ottobre"). Dopo la seconda guerra mondiale cambiò nome in ploščad' Verchovnogo Soveta USSR (in russo площадь Верховного Совета УССР?, "Piazza del Soviet Supremo dell'USSR") e nel 1977 fu rinominata in Sovetskaja ploščad' (in russo Советская площадь?, "Piazza Sovietica").
In seguito alla dissoluzione dell'Unione Sovietica nel 1991, la piazza mantenne questo nome fino al 2012, quando venne ribattezzata ufficialmente con il suo nome attuale, quello di "piazza della Costituzione".

## Descrizione
La piazza ha la forma di un rettangolo allungato e va dalla via Mychajlo Hruševs'kyj (sul lato ovest) alla Parkova doroha, nei pressi della riva del fiume Dnepr (sul lato est). Sul lato nord si trovano gli edifici governativi: l'edificio del Consiglio supremo, il parlamento ucraino, e il palazzo Mariinskij. Sul lato sud si trova l'accesso per il parco Mariinskij. In una parte della piazza si trova il "sentiero dei coraggiosi" (in ucraino Алея сміливості?, Aleja smilyvosti), nel quale sono poste delle targhe calpestabili con i nomi dei capi di stato che hanno sostenuto l'Ucraina durante l'invasione russa del 2022.

## Trasporti
La piazza è raggiungibile dalla fermata della metropolitana di Kiev Arsenal'na.